# Schwarze Drachenfische
Die Schwarzen Drachenfische (Idiacanthus) sind eine Gattung der Familie Stomiidae aus der Ordnung der Maulstachler (Stomiiformes) und die einzige Gattung der Unterfamilie Idiacanthinae. Die Fische leben in allen Weltmeeren vor allem im Bereich der Innertropischen Konvergenzzone bis in Tiefen von 2000 Metern.

## Merkmale

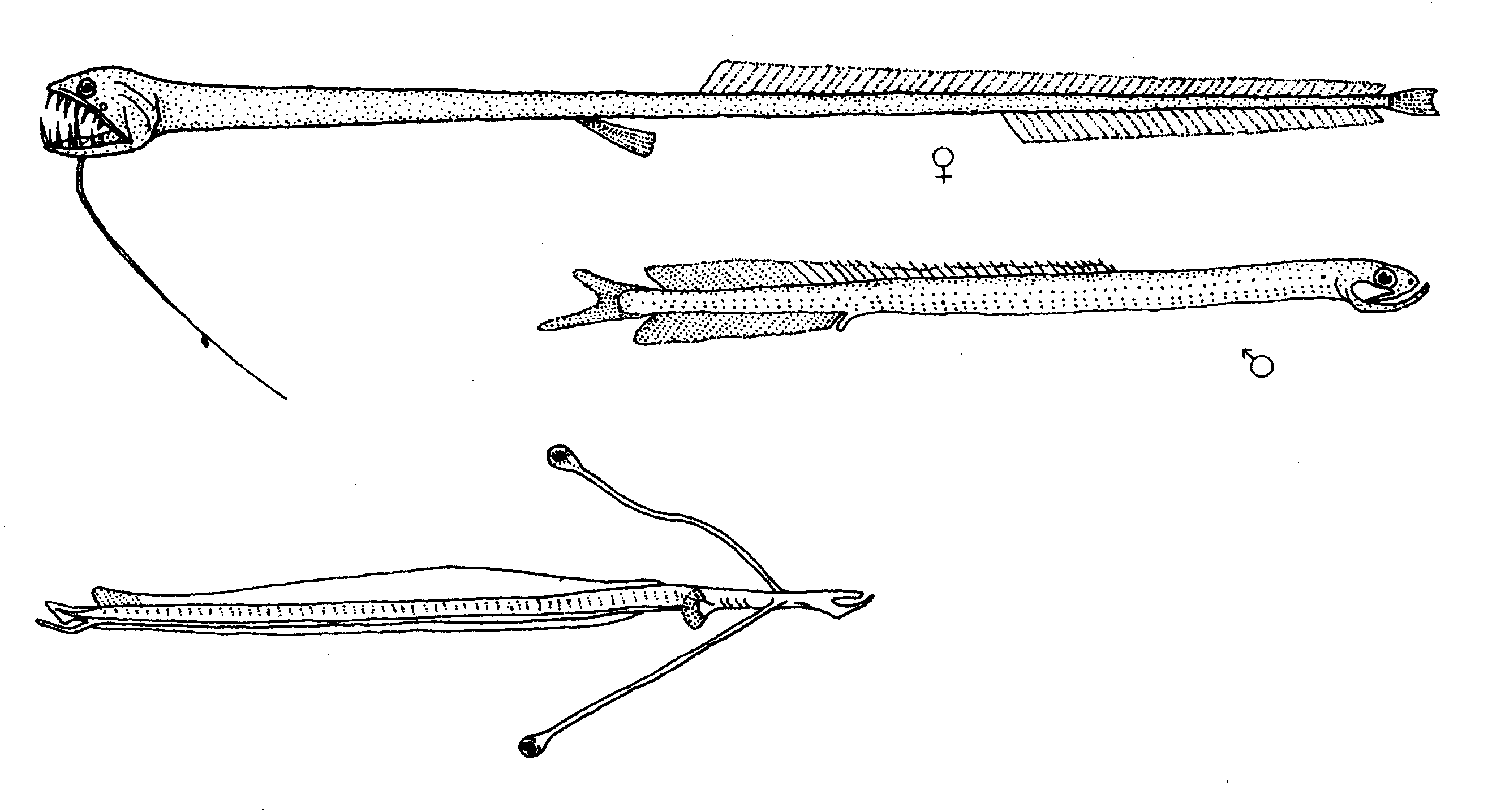
Idiacanthus atlanticus Weibchen (oben), Männchen (Mitte), Larve (unten), nicht maßstabsgerecht

Schwarze Drachenfische haben einen extremen Geschlechtsdimorphismus. Während die Weibchen 38 bis 53 cm lang werdende aalartige, schlanke, schwarze Tiefseefische mit Leuchtorganen, Fangzähnen und Kinnbarteln sind, sind die Männchen fünf- bis zehnmal kleiner als die Weibchen. Ein Darm, der im Larvenstadium noch vorhanden und funktionstüchtig war, ist verkümmert. Die Tiere haben keine Zähne und keine Kinnbartel. Die Hoden nehmen die ganze Leibeshöhle ein. Wahrscheinlich leben sie nur wenige Monate, pflanzen sich nur einmal fort und sterben dann. Die Weibchen leben mehrere Jahre.
Flossenformel: Rückenflosse 0/54–72, Afterflosse 0/28–46, Bauchflossen (nur Weibchen) 6.
Die Larven der Schwarzen Drachenfische sind durchsichtig. Ihre Augen sitzen auf langen, von je einem Knorpelstab gestützten Stielen. Im Laufe des Wachstums verkürzt sich dieser Knorpelstab und der Augennerv ballt sich zu einem Knäuel zusammen. Die Larven ernähren sich von Kieselalgen und kleinen planktonischen Krebsen. August Brauer, der an der Valdivia-Expedition teilnahm, beschrieb die Larve von Idiacanthus fasciola als Paradoxes Stielauge („Stylophthalmus paradoxus“). Erst der US-amerikanische Tiefseeforscher Charles William Beebe fand heraus, dass es sich um eine Larve handelt.

## Arten
Bisher wurden drei Arten beschrieben:
- Idiacanthus antrostomus Gilbert, 1890.[1]
- Idiacanthus atlanticus (Parin & Borodulina, 1996).
- Idiacanthus fasciola Peters, 1877.